# 王續之
王續之（1534年—？年），字大卿，四川順慶府南充縣人，明朝政治人物。

## 生平
四川鄉試第三十一名舉人，嘉靖四十一年（1562年）壬戌科二甲五十七名進士。官刑部郎中，調禮部精膳司郎中，陞浙江副使，萬曆五年（1577年）正月升雲南右參政，八年正月升江西按察使，十年正月升本省右布政使，十一年正月升广西左布政使。萬曆二十三年十二月起补湖广左布政使。

## 家族
曾祖王銳，祖王希文，父王廷，前母陳氏（贈安人）；楊氏（封安人）。具慶下。兄衡宏；宣宸，弟緯之；紀之；綏之；繼之；補之；顯之。。